# María Manuel
María Manuel o María Ortiz Manuel (Sevilla, ca. 1500 - 1543) fou una noble sevillana, després fundaora d'un monestir i monja clarissa, abadessa de Santa María de Jesús de Sevilla. És venerada com a beata, tot i no haver estat beatificada oficialment.

## Biografia
Dama d'il·lustre família, es casà jove amb Enrique de Guzmán y Cárdenas, net del primer Duc de Medina Sidonia. La parella vivia a Sevilla i hi feien la vida pròpia de la noblesa, lliurada a les festes i la despreocupació. Un cop que la dama travessava el pont de Triana, sobre el riu Guadalquivir, en companyia d'altres dames com la duquessa de Medina Sidonia, el pont s'enfonsà i Maria Manuel caigué del seu cavall i quedà suspesa d'un pilar del pont, amb gran perill de la seva vida i en una posició humiliant, ja que la seva nuesa quedà exposada als que passaven. El perill passat i la vergonya van fer que medités i interpretés l'accident com un senyal diví; un cop a casa seva, renuncià la vida que duia fins llavors i decidí de consagrar-ne la resta a la vida cristiana.
Durant l'incident del pont havia fet vot de construir, si en sortia estàlvia, un convent per a l'Orde de Sant Francesc. D'acord amb el seu marit, anaren a viure a la hisenda que ella havia heretat a Loreto, prop de l'ermita de la Mare de Déu de Valverde (municipi d'Espartinas, comarca de l'Aljarafe). Sota la direcció espiritual d'un franciscà, es lliurà a la pregària i la vida de penitència i meditació cristiana, juntament amb el marit. Com que no tenien fills, dedicaren la seva fortuna a la construcció del convent, a la mateixa finca de Loreto; el 25 d'agost de 1525 donaren l'ermita i les terres al provincial de l'orde franciscà Juan de Medina.
Entre aquesta data i 1528 s'aixeca el convent, vora l'anomenada Torre Mocha (antigament Turris Lauretana). Del nom de la finca i per la devoció envers la Mare de Déu de Loreto, l'advocació de la marededéu de Valverde, titular de l'ermita, canvià a la de Loreto. La comunitat franciscana, amb Juan de Granada com a superior, prengué possessió del nou Convento de Nuestra Señora de Loreto en 1528.
Maria Manuel continuà vivint a Loreto, lliurada a la vida cristiana i a la dotació i millorament de la seva fundació. Vuit anys més tard, morí el seu marit i ella vengué la hisenda al comte de Castellar, cedint el patronatge del convent al seu germà Pedro Manuel. Ella es retirà al convent de clarisses urbanistes de Santa Clara de Sevilla, on donà exemple de vida virtuosa. Desitjant una major austeritat, ingressà com a monja clarissa al convent, també de Sevilla, de Santa María de Jesús. Per la seva virtut, en fou elegida abadessa; hi visqué retirada del món fins que morí en 1543, en llaor de santedat.

## Veneració
Fou sebollida a Santa María de Jesús i quaranta anys més tard, en trobar-s'hi que el seu cos continuava incorrupte, fou traslladada al cor del convent. Rebé la veneració de la comunitat, tot i que mai no fou oficialment beatificada.

En alguns santorals i calendaris antics apareix la seva menció amb un nom i data erronis: 
| « | Beata María Mamala, de la família dels ducs de Medinasidonia. Havent quedat vídua d'Enrique de Guzmán, el més bell dels homes del seu temps, entrà al convent de clarisses urbanistes de Sevilla. [Morí en] 1453. | » |

 L'errada es deu, segurament, a errors de transcripció perpetuats en la transmissió.